# San Nicolás Tlazala
San Nicolás Tlazaya är en mindre stad i Mexiko, tillhörande kommunen Capulhuac i delstaten Mexiko, i den centrala delen av landet. Orten hade 4 579 invånare vid folkräkningen 2010 och är kommunens tredje största samhälle.